# Hydrotaea patersoni
Hydrotaea patersoni este o specie de muște din genul Hydrotaea, familia Muscidae, descrisă de Zielke în anul 1971. Conform Catalogue of Life specia Hydrotaea patersoni nu are subspecii cunoscute.